# Roland Kiss
Roland Kiss (ungarisch Kiss Roland; * 17. April 1999 in Dunaújváros) ist ein ungarischer Eishockeyspieler, der seit 2023 erneut bei Alba Volán Székesfehérvár in der Österreichischen Eishockey-Liga spielt.

## Karriere
Roland Kiss begann seine Karriere bei „Ifj Ocskay Gábor“, der Jugendakademie von Alba Volán Székesfehérvár. Dort durchlief er sämtliche Jugendmannschaften. Dabei gewann er 2016 mit der U18-Mannschaft die Erste Bank Juniors League. Anschließend ging er für ein Jahr in die Vereinigten Staaten, wo er für die Casper Coyotes in der Western States Hockey League spielte. Nach seiner Rückkehr nach Ungarn spielte er zunächst für den Újpesti TE sowohl im Juniorenbereich, als auch in der Ersten Liga. 2018 ging er erneut zu Alba Volan. Mit dem Team aus Mitteltransdanubien gewann er 2019 die Erste Bank Young Stars League, stand aber überwiegend in der Ersten Liga auf dem Eis. In der Spielzeit 2019/20 absolvierte er seine ersten Spiele in der ersten Mannschaft des Klubs, die in der Österreichischen Eishockey-Liga spielt. Trotzdem wechselte er 2020 zum Debreceni HK und 2021 weiter zum DVTK Jegesmedvék. 2023 kehrte er nach Székesfehérvár zurück.

### International
Für Ungarn nahm Kiss im Juniorenbereich an den Turnieren der Division I der U18-Weltmeisterschaften 2016 und 2017 sowie der U20-Weltmeisterschaften 2017, 2018 und 2019 teil.
Im Seniorenbereich stand er erstmals bei der Weltmeisterschaft der Division I 2022, als der Aufstieg in die Top-Division erreicht wurde, im Aufgebot seines Landes. Bei der Weltmeisterschaft 2023 spielte er dann in der Top-Division, in der die Magyaren sich aber nicht halten konnten. Zudem vertrat er seine Farben bei der Olympiaqualifikation für die Winterspiele in Mailand 2026.

## Erfolge und Auszeichnungen
- 2016 Gewinn der Erste Bank Juniors League mit Alba Volán Székesfehérvár
- 2016 Aufstieg in die Division I, Gruppe A, bei der U18-Weltmeisterschaft der Division I, Gruppe B
- 2017 Aufstieg in die Division I, Gruppe A, bei der U20-Weltmeisterschaft der Division I, Gruppe B
- 2019 Gewinn der Erste Bank Young Stars League mit Alba Volán Székesfehérvár
- 2022 Aufstieg in die Top-Division bei der Weltmeisterschaft der Division I, Gruppe A

## Karrierestatistik
Stand: Ende der Saison 2023/24
(Legende zur Spielerstatistik: Sp oder GP = absolvierte Spiele; T oder G = erzielte Tore; V oder A = erzielte Assists; Pkt oder Pts = erzielte Scorerpunkte; SM oder PIM = erhaltene Strafminuten; +/− = Plus/Minus-Bilanz; PP = erzielte Überzahltore; SH = erzielte Unterzahltore; GW = erzielte Siegtore; 1 Play-downs/Relegation; Kursiv: Statistik nicht vollständig)